# Hoplitis scita
Hoplitis scita är en biart som först beskrevs av Eduard Friedrich Eversmann 1852.  Hoplitis scita ingår i släktet gnagbin, och familjen buksamlarbin. Inga underarter finns listade i Catalogue of Life.